# Panama na Letnich Igrzyskach Olimpijskich 2016
Panamę na Letnich Igrzyskach Olimpijskich 2016, które odbyły się w Rio de Janeiro, reprezentowało 10 zawodników - 5 mężczyzn i 5 kobiet.
Był to siedemnasty start reprezentacji Panamy na letnich igrzyskach olimpijskich.

## Reprezentanci

### Boks
Kobiety
| Zawodniczka   | Konkurencja  | 1/8                 | Ćwierćfinał         | Półfinał            | Finał               | Finał   |
| Zawodniczka   | Konkurencja  | Przeciwniczka Wynik | Przeciwniczka Wynik | Przeciwniczka Wynik | Przeciwniczka Wynik | Pozycja |
| ------------- | ------------ | ------------------- | ------------------- | ------------------- | ------------------- | ------- |
| Atheyna Bylon | waga średnia | Bandeira P 5-11     | NQ                  | NQ                  | NQ                  | NQ      |

### Gimnastyka

#### Gimnastyka sportowa
Kobiety
| Zawodniczka    | Konkurencja           | Eliminacje | Eliminacje | Eliminacje | Eliminacje | Eliminacje | Eliminacje | Finał    | Finał    | Finał    | Finał    | Finał | Finał   |
| Zawodniczka    | Konkurencja           | Przyrząd   | Przyrząd   | Przyrząd   | Przyrząd   | Razem      | Miejsce    | Przyrząd | Przyrząd | Przyrząd | Przyrząd | Razem | Miejsce |
| Zawodniczka    | Konkurencja           | V          | UB         | BB         | F          | Razem      | Miejsce    | V        | UB       | BB       | F        | Razem | Miejsce |
| -------------- | --------------------- | ---------- | ---------- | ---------- | ---------- | ---------- | ---------- | -------- | -------- | -------- | -------- | ----- | ------- |
| Isabella Amado | Wielobój indywidualny | 13.900     | 12.733     | 13.333     | 12.866     | 52.832     | 44.        | NQ       | NQ       | NQ       | NQ       | NQ    | NQ      |

### Lekkoatletyka
Mężczyźni
| Zawodnik           | Konkurencja | Eliminacje | Eliminacje | Półfinał | Półfinał | Finał   | Finał   |
| Zawodnik           | Konkurencja | Wynik      | Miejsce    | Wynik    | Miejsce  | Wynik   | Miejsce |
| ------------------ | ----------- | ---------- | ---------- | -------- | -------- | ------- | ------- |
| Alonso Edward      | 200 m       | 20,19      | 1. Q       | 20,09    | 1. Q     | 20,23   | 7.      |
| Jorge Castelblanco | maraton     | —          | —          | —        | —        | 2:39:25 | 135.    |

Kobiety
| Zawodniczka  | Konkurencja        | Eliminacje | Eliminacje | Półfinał | Półfinał | Finał | Finał   |
| Zawodniczka  | Konkurencja        | Wynik      | Miejsce    | Wynik    | Miejsce  | Wynik | Miejsce |
| ------------ | ------------------ | ---------- | ---------- | -------- | -------- | ----- | ------- |
| Yvette Lewis | 100 m przez płotki | 13,35      | 8.         | NQ       | NQ       | NQ    | NQ      |

### Pływanie
Mężczyźni
| Zawodnik     | Konkurencja      | Eliminacje | Eliminacje | Półfinał | Półfinał | Finał | Finał   |
| Zawodnik     | Konkurencja      | Czas       | Miejsce    | Czas     | Miejsce  | Czas  | Miejsce |
| ------------ | ---------------- | ---------- | ---------- | -------- | -------- | ----- | ------- |
| Edgar Crespo | 100 m klasycznym | 1:02,78    | 41.        | NQ       | NQ       | NQ    | NQ      |

Kobiety
| Zawodniczka     | Konkurencja      | Eliminacje | Eliminacje | Półfinał | Półfinał | Finał | Finał   |
| Zawodniczka     | Konkurencja      | Czas       | Miejsce    | Czas     | Miejsce  | Czas  | Miejsce |
| --------------- | ---------------- | ---------- | ---------- | -------- | -------- | ----- | ------- |
| María Far Núñez | 200 m motylkowym | 2:23,89    | 27.        | NQ       | NQ       | NQ    | NQ      |

### Strzelectwo
Mężczyźni
| Zawodnik    | Konkurencja                | Kwalifikacje | Kwalifikacje | Finał  | Finał   |
| Zawodnik    | Konkurencja                | Punkty       | Miejsce      | Punkty | Miejsce |
| ----------- | -------------------------- | ------------ | ------------ | ------ | ------- |
| David Muñoz | pistolet pneumatyczny 10 m | 563          | 46.          | NQ     | NQ      |
| David Muñoz | pistolet dowolny 50 m      | 528          | 40.          | NQ     | NQ      |

### Szermierka
Kobiety
| Zawodniczka   | Konkurencja          | 1/32                | 1/16                | 1/8                 | Ćwierćfinały        | Półfinały           | Finał               | Finał   |
| Zawodniczka   | Konkurencja          | Przeciwniczka Wynik | Przeciwniczka Wynik | Przeciwniczka Wynik | Przeciwniczka Wynik | Przeciwniczka Wynik | Przeciwniczka Wynik | Pozycja |
| ------------- | -------------------- | ------------------- | ------------------- | ------------------- | ------------------- | ------------------- | ------------------- | ------- |
| Eileen Grench | szabla indywidualnie | BYE                 | Aoki W 15-5         | Zagunis P 4-15      | NQ                  | NQ                  | NQ                  | NQ      |

### Taekwondo
Kobiety
| Zawodniczka       | Konkurencja | 1/8                 | Ćwierćfinał         | Półfinał            | Repesaż             | Finał/BM            | Finał/BM |
| Zawodniczka       | Konkurencja | Przeciwniczka Wynik | Przeciwniczka Wynik | Przeciwniczka Wynik | Przeciwniczka Wynik | Przeciwniczka Wynik | Pozycja  |
| ----------------- | ----------- | ------------------- | ------------------- | ------------------- | ------------------- | ------------------- | -------- |
| Carolena Carstens | - 57 kg     | Asemani P 1-13      | NQ                  | NQ                  | NQ                  | NQ                  | NQ       |